# La llamada (película)
La llamada es una película española de 2017 perteneciente al género musical, escrita y dirigida por Javier Ambrossi y Javier Calvo, conocidos popularmente como los Javis, y protagonizada por Macarena García, Anna Castillo, Belén Cuesta y Gracia Olayo. Se trata de una adaptación cinematográfica de la obra teatral homónima de 2013, ganadora de trece premios BroadwayWorld, entre otros galardones.
Se estrenó en cines el 29 de septiembre de 2017, aunque su preestreno tuvo lugar dos días antes en un pase especial durante la sexagesimoquinta edición del Festival de San Sebastián. Además, desde el 12 de noviembre de 2017 se proyectó en las principales salas de cines y teatros de España la versión karaoke (sing-along en inglés) de la película, acompañada de un espectáculo interactivo en directo, con bailarines que animaban al público asistente a cantar las canciones de la banda sonora —subtituladas en la pantalla— y a participar en las coreografías.
Por otro lado, a finales de 2017 se inició la promoción internacional de la cinta, bajo el título de Holy camp!, mediante su proyección —en versión original española y con subtítulos en inglés u otros idiomas— en diferentes certámenes y muestras cinematográficas, como el Festival Latin Beat de Japón (8 de octubre en Tokio, 21 de octubre en Osaka y 5 de noviembre en Yokohama), el Festival de Busan (15 de octubre), el Festival de Bombay (16 y 17 de octubre), el Festival Abycine (21 de octubre) o el Festival Gender Bender de Bolonia (2 y 4 de noviembre).
En 2018 se presentó también en el Festival de Palm Springs (9, 12 y 13 de enero), la Semana del Cine Español de Carabanchel (27 y 28 de enero), el Festival de Santa Bárbara (6, 7 y 10 de febrero), el Festival de Luxemburgo (23 de febrero), el Festival Solidario de Cáceres (8 de marzo), el Festival Roze Filmdagen de Ámsterdam (10, 13 y 16 de marzo), el Festival Outfest Fusion de Los Ángeles (12 de marzo), la Semana de Cine Español de Polonia (17, 20 y 22 de marzo en Varsovia, 17 de marzo en Lodz, 18 de marzo en Cracovia y Breslavia, 20 de marzo en Katovice, 8 de abril en Posnania, 15 de abril en Gedansk y 17 de abril en Bielostok y Lublín), el Festival cinEScultura de Ratisbona (27 y 29 de abril), el Festival CineFiesta de Ucrania (1 de mayo en Kiev), el Festival de La Almunia (10 de mayo), el Festival de Transilvania (31 de mayo y 2 de junio), la Semana de Cine Español e Iberoamericano de Bulgaria (31 de mayo en Sofía y 3 de junio en Varna y Plóvdiv), el Festival de Shanghái (16, 17 y 24 de junio), la Muestra de Cine Español de Cuba (27 y 30 de junio en La Habana), el Festival de Alfaz del Pi (8 y 14 de julio), el Festival de Mérida (16 de julio), la Muestra Cine Fiesta de Lisboa (2 de octubre), el Festival Película de Manila (6 de octubre), la Muestra de Cine Español Reciente de Los Ángeles (12 de octubre), el Festival de Almería (20 de noviembre) y el Festival ¡Viva el Cine! de Auckland (30 de noviembre).
En 2019 se exhibió en la Muestra Espanoramas de Buenos Aires (23 de febrero).

## Sinopsis
El largometraje narra la historia de María y Susana, dos chicas de diecisiete años que se encuentran en el campamento de verano cristiano La Brújula, al que van desde siempre. Ambas sienten pasión por el reguetón y el electro latino, pero las apariciones de Dios a María comenzarán a transformar sus vidas.
Los realizadores enarbolaron una trama emocionante y melancólica, aderezada con un humor surrealista y alocado. Entre las divertidas coreografías y las canciones que componen la banda sonora, la película defiende la libertad individual, el respeto a las opciones vitales de cada persona y la importancia de ser una misma, además de transmitir el mensaje de que nunca es tarde para que alguien descubra su camino en la vida, se lance a perseguir sus sueños y se entregue a quien ama sin prejuicios ni miedos.

## Producción
El rodaje transcurrió durante siete semanas en el campamento Alto del León, situado en el municipio segoviano de El Espinar, y comenzó el 29 de agosto de 2016 para poder contar con las condiciones climatológicas idóneas. También se llevó a cabo una parte de la grabación en Alcalá de Henares (Madrid).

## Reparto
A continuación se enumeran las actrices y los actores principales que protagonizan la película:
- Macarena García (como María Casado).
- Anna Castillo (como Susana Romero).
- Belén Cuesta (como Milagros López).
- Gracia Olayo (como la madre superiora Bernarda de los Arcos).
- Richard Collins-Moore (como Dios).
- María Isabel Díaz Lago (como Janice).
- Secun de la Rosa (como Carlos).
- Víctor Elías (como Joseba).
- Esty Quesada (como Marta).
- Mar Corzo, Chos (como la hermana Maricielo o sor Chelo).
- Loli Pascua (como sor Loli).

Además de contar con la colaboración especial del cantante Henry Méndez, se completa el cartel con el siguiente elenco secundario:
- Llum Barrera (como la hermana Chusa o sor Jesusa).
- Noemí Arribas (como sor Noemí).
- Olalla Hernández (como sor Reme).
- Olga Romero (como sor Gladis).
- Trinidad Vaquero Tallol (como sor Paquita).
- Soledad Mallol (como sor Soledad).
- Angy Fernández, Susana Abaitua, Nuria Herrero, Claudia Traisac, Clara Alvarado y Sara Calvo (como niñas del campamento).
- Enrique López Lavigne (como productor de Henry Méndez).
- Mariona Terés y Gemma Galán (como camareras de la discoteca).
- Erika Bleda y Jimina Sabadú (como chicas en la discoteca).
- Noemí Cabrera y Mari Martínez (como gogós de la discoteca).
- Sergio Rojas, Jaime Vaquero, Rubén Tajuelo, Tuko Ferreiro y Alberto Torres (como amigos de Joseba).

En el reparto también participaron algunos seguidores del musical La llamada, quienes reciben el nombre de llamadores o —por influjo del inglés— llamaders.

## Música
La banda sonora, coordinada por el productor Nigel Walker y supervisada por Marta Crespo, corrió a cargo del cantautor Leiva, quien compuso el tema principal de la película, titulado La llamada, que llegó a convertirse en disco de platino por su éxito de ventas y obtuvo el premio Goya 2018 a la mejor canción original.
Además de los sencillos Mi reina o Cosa de dos (de Henry Méndez), Agáchate (de Danny Romero), Besito (de Adrián Ortega) y Tu mirada (de Gaby Galán), junto con las versiones de I will always love you (de Dolly Parton), I have nothing o Step by step (de Whitney Houston), Todas las flores (de Presuntos Implicados) y Viviremos firmes en la fe (de María Virumbrales y Toño Casado), en el largometraje también suenan otras canciones originales, disponibles en descarga digital, como la balada Si esto es fe (en la voz de Macarena García y compuesta por Alberto Jiménez, vocalista del grupo Miss Caffeina), Lo hacemos y ya vemos (interpretada por Anna Castillo y Macarena García, dúo musical que en la película se llama SuMa Latina y lo forman Susana y María) y Estoy alegre (cantada por Gracia Olayo y Belén Cuesta).

## Premios y nominaciones
| Fecha      | Ceremonia de entrega                      | Categoría del premio                                      | Nominados                      | Resultado |
| ---------- | ----------------------------------------- | --------------------------------------------------------- | ------------------------------ | --------- |
| 15/10/2017 | XIV Festival Latin Beat de Tokio          | Mejor dirección                                           | Javier Ambrossi y Javier Calvo | Ganadora  |
| 15/10/2017 | XIV Festival Latin Beat de Tokio          | Mejor actriz                                              | Elenco femenino de La llamada  | Ganadora  |
| 18/11/2017 | XVI Festival de Cine de Almería           | Mejor largometraje nacional (Premio Ópera Prima)          | La llamada                     | Nominada  |
| 26/11/2017 | IX Festival del Cine y la Palabra         | Mejor película (premio del público)                       | La llamada                     | Ganadora  |
| 26/11/2017 | IX Festival del Cine y la Palabra         | Mejor interpretación femenina                             | Elenco femenino de La llamada  | Ganadora  |
| 16/12/2017 | II Premios Los Amadores del Cine          | Mejor película de comedia                                 | La llamada                     | Ganadora  |
| 16/12/2017 | II Premios Los Amadores del Cine          | Mejor dirección novel                                     | Javier Ambrossi y Javier Calvo | Ganadora  |
| 16/12/2017 | II Premios Los Amadores del Cine          | Mejor actriz protagonista                                 | Macarena García                | Nominada  |
| 16/12/2017 | II Premios Los Amadores del Cine          | Mejor actriz de reparto                                   | Anna Castillo                  | Nominada  |
| 16/12/2017 | II Premios Los Amadores del Cine          | Mejor actriz de reparto                                   | Belén Cuesta                   | Nominada  |
| 16/12/2017 | II Premios Los Amadores del Cine          | Mejor actriz de reparto                                   | Gracia Olayo                   | Ganadora  |
| 30/12/2017 | I Premios Producción Audiovisual          | Mejor director de producción de cine                      | Pilar Robla                    | Nominada  |
| 12/1/2018  | III Premios Apolo de Cine LGTB            | Mejor película                                            | La llamada                     | Nominada  |
| 12/1/2018  | III Premios Apolo de Cine LGTB            | Mejor guion adaptado                                      | Javier Ambrossi y Javier Calvo | Nominada  |
| 12/1/2018  | III Premios Apolo de Cine LGTB            | Mejor reparto                                             | Elenco de La llamada           | Ganadora  |
| 12/1/2018  | III Premios Apolo de Cine LGTB            | Mejor actriz secundaria                                   | Anna Castillo                  | Nominada  |
| 12/1/2018  | III Premios Apolo de Cine LGTB            | Mejor actriz secundaria                                   | Belén Cuesta                   | Nominada  |
| 12/1/2018  | III Premios Apolo de Cine LGTB            | Mejor montaje                                             | Marta Velasco                  | Nominada  |
| 12/1/2018  | III Premios Apolo de Cine LGTB            | Mejor canción original                                    | La llamada, de Leiva           | Ganadora  |
| 13/1/2018  | XXIII Premios Forqué                      | Mejor interpretación femenina                             | Anna Castillo                  | Nominada  |
| 14/1/2018  | XIV Premios Dcine                         | Mejor película española                                   | La llamada                     | Nominada  |
| 15/1/2018  | V Premios Días de Cine                    | Mejor película (premio del público)                       | La llamada                     | Ganadora  |
| 15/1/2018  | II Premios El Blog de Cine Español        | Mejor dirección novel                                     | Javier Ambrossi y Javier Calvo | Nominada  |
| 15/1/2018  | II Premios El Blog de Cine Español        | Mejor actriz de reparto                                   | Anna Castillo                  | Nominada  |
| 15/1/2018  | II Premios El Blog de Cine Español        | Mejor actriz de reparto                                   | Belén Cuesta                   | Nominada  |
| 15/1/2018  | II Premios El Blog de Cine Español        | Mejor actriz de reparto                                   | Gracia Olayo                   | Nominada  |
| 15/1/2018  | II Premios El Blog de Cine Español        | Mejor canción original                                    | La llamada, de Leiva           | Ganadora  |
| 20/1/2018  | XIV Premios Foreto                        | Mejor película española                                   | La llamada                     | Nominada  |
| 20/1/2018  | XIV Premios Foreto                        | Revelación                                                | La llamada                     | Nominada  |
| 20/1/2018  | XIV Premios Foreto                        | Mejor actriz de reparto                                   | Anna Castillo                  | Nominada  |
| 20/1/2018  | XIV Premios Foreto                        | Mejor actriz de reparto                                   | Belén Cuesta                   | Ganadora  |
| 20/1/2018  | XIV Premios Foreto                        | Música                                                    | Leiva                          | Nominada  |
| 22/1/2018  | V Premios Feroz                           | Mejor película de comedia                                 | La llamada                     | Ganadora  |
| 22/1/2018  | V Premios Feroz                           | Mejor actriz de reparto de una película                   | Anna Castillo                  | Nominada  |
| 22/1/2018  | V Premios Feroz                           | Mejor actriz de reparto de una película                   | Belén Cuesta                   | Nominada  |
| 22/1/2018  | V Premios Feroz                           | Mejor actriz de reparto de una película                   | Gracia Olayo                   | Nominada  |
| 22/1/2018  | V Premios Feroz                           | Mejor avance cinematográfico                              | Alberto Gutiérrez              | Ganadora  |
| 22/1/2018  | V Premios Feroz                           | Mejor cartel                                              | Natalia Montes y José Haro     | Nominada  |
| 22/1/2018  | IX Premios Golden Cinema                  | Mejor película                                            | La llamada                     | Nominada  |
| 22/1/2018  | IX Premios Golden Cinema                  | Mejor dirección novel                                     | Javier Ambrossi y Javier Calvo | Nominada  |
| 22/1/2018  | IX Premios Golden Cinema                  | Mejor dirección artística                                 | La llamada                     | Nominada  |
| 22/1/2018  | IX Premios Golden Cinema                  | Mejor guion adaptado                                      | La llamada                     | Nominada  |
| 22/1/2018  | IX Premios Golden Cinema                  | Mejor reparto                                             | Elenco de La llamada           | Ganadora  |
| 22/1/2018  | IX Premios Golden Cinema                  | Mejor interpretación femenina de reparto                  | Anna Castillo                  | Ganadora  |
| 22/1/2018  | IX Premios Golden Cinema                  | Mejor interpretación femenina de reparto                  | Belén Cuesta                   | Nominada  |
| 22/1/2018  | IX Premios Golden Cinema                  | Mejor interpretación femenina de reparto                  | Gracia Olayo                   | Nominada  |
| 27/1/2018  | XXX Premios ASECAN                        | Mejor película sin producción andaluza                    | La llamada                     | Nominada  |
| 27/1/2018  | XXX Premios ASECAN                        | Mejor interpretación femenina                             | Belén Cuesta                   | Nominada  |
| 27/1/2018  | XXX Premios ASECAN                        | Mejor dirección de fotografía                             | Migue Amoedo                   | Ganadora  |
| 28/1/2018  | X Premios Gaudí                           | Mejor película (premio del público)                       | La llamada                     | Ganadora  |
| 28/1/2018  | X Premios Gaudí                           | Mejor película en lengua no catalana                      | La llamada                     | Nominada  |
| 28/1/2018  | X Premios Gaudí                           | Mejor actriz secundaria                                   | Anna Castillo                  | Nominada  |
| 28/1/2018  | X Premios Gaudí                           | Mejor música original                                     | Leiva                          | Nominada  |
| 29/1/2018  | LXXIII Medallas del CEC                   | Mejor director revelación                                 | Javier Ambrossi y Javier Calvo | Nominados |
| 29/1/2018  | LXXIII Medallas del CEC                   | Mejor guion adaptado                                      | Javier Ambrossi y Javier Calvo | Nominados |
| 29/1/2018  | LXXIII Medallas del CEC                   | Mejor actriz secundaria                                   | Anna Castillo                  | Nominada  |
| 29/1/2018  | LXXIII Medallas del CEC                   | Mejor actriz secundaria                                   | Belén Cuesta                   | Nominada  |
| 29/1/2018  | LXXIII Medallas del CEC                   | Mejor fotografía                                          | Migue Amoedo                   | Nominado  |
| 1/2/2018   | XIII Copa de Cine El Séptimo Arte         | Mejor película española                                   | La llamada                     | Nominada  |
| 3/2/2018   | XXXII Premios Goya                        | Mejor dirección novel                                     | Javier Ambrossi y Javier Calvo | Nominada  |
| 3/2/2018   | XXXII Premios Goya                        | Mejor guion adaptado                                      | Javier Ambrossi y Javier Calvo | Nominada  |
| 3/2/2018   | XXXII Premios Goya                        | Mejor actriz de reparto                                   | Anna Castillo                  | Nominada  |
| 3/2/2018   | XXXII Premios Goya                        | Mejor actriz de reparto                                   | Belén Cuesta                   | Nominada  |
| 3/2/2018   | XXXII Premios Goya                        | Mejor canción original                                    | La llamada, de Leiva           | Ganadora  |
| 26/2/2018  | LXVIII Premios Fotogramas de Plata        | Mejor película española según los lectores                | La llamada                     | Ganadora  |
| 8/3/2018   | IV Premios Georges                        | Mejor película europea                                    | La llamada                     | Nominada  |
| 8/3/2018   | IV Premios Georges                        | Mejor actriz de reparto                                   | Anna Castillo                  | Nominada  |
| 8/3/2018   | IV Premios Georges                        | Mejor canción original                                    | La llamada, de Leiva           | Ganadora  |
| 12/3/2018  | XXVII Premios Unión de Actores y Actrices | Mejor actriz secundaria de cine                           | Belén Cuesta                   | Nominada  |
| 12/3/2018  | XXVII Premios Unión de Actores y Actrices | Mejor actriz secundaria de cine                           | Gracia Olayo                   | Nominada  |
| 12/3/2018  | XXVII Premios Unión de Actores y Actrices | Mejor actor de reparto de cine                            | Secun de la Rosa               | Nominada  |
| 25/3/2018  | V Premios Blogos de Oro                   | Mejor película española                                   | La llamada                     | Nominada  |
| 25/3/2018  | V Premios Blogos de Oro                   | Mejor actriz de reparto                                   | Belén Cuesta                   | Ganadora  |
| 25/3/2018  | V Premios Blogos de Oro                   | Mejor banda sonora                                        | Leiva y varios artistas        | Nominada  |
| 29/4/2018  | V Premios Platino del Cine Iberoamericano | Mejor ópera prima de ficción iberoamericana               | La llamada                     | Nominada  |
| 30/4/2018  | I Premios The Hall of Stars               | Mejor película del año                                    | La llamada                     | Ganadora  |
| 5/5/2018   | IX Festival de Cine de Piélagos           | Mejor largometraje ópera prima (Premio Dunas de Liencres) | La llamada                     | Nominada  |
| 6/5/2018   | XI Festival cinEScultura de Ratisbona     | Mejor largometraje ópera prima (Premio Ópera Prima)       | La llamada                     | Nominada  |
| 13/6/2018  | VI Premios Proyecta                       | Mejor campaña de mercadotecnia de película española       | La llamada (DeAPlaneta)        | Ganadora  |
| 13/6/2018  | VI Premios Proyecta                       | Mejor campaña de prensa (Premio Manel Vicaría)            | La llamada (DyP Comunicación)  | Nominada  |
| 13/6/2018  | VI Premios Proyecta                       | Mejor avance cinematográfico (Premio Movistar+)           | Alberto Gutiérrez              | Ganadora  |

## Recaudación y espectadores
La llamada fue el quinto largometraje más visto en su primer fin de semana de exhibición (con 73 491 espectadores), en el que recaudó casi medio millón de euros. A continuación se muestra una tabla que refleja la posición que ocupó entre las películas más vistas en España desde su estreno en cines el 29 de septiembre de 2017, así como las recaudaciones que obtuvo en taquilla y el número de espectadores a lo largo de veintidós semanas en cartelera, según los datos proporcionados por la compañía de medición de audiencias comScore.
| Éxito de taquilla en España |                |                               |                                       |                               |                               |                       |
| Periodo facturado           | Fecha          | Posición entre las más vistas | N.º de espectadores del fin de semana | Recaudación del fin de semana | N.º de espectadores acumulado | Recaudación acumulada |
| 1.er fin de semana          | 29/9 - 1/10/17 | 5.a                           | 73 491                                | 496 923 €                     | 73 491                        | 496 923 €             |
| 2.o fin de semana           | 6-8/10/17      | 7.a                           | 45 923                                | 317 874 €                     | 167 590                       | 1 049 999 €           |
| 3.er fin de semana          | 13-15/10/17    | 9.a                           | 30 270                                | 210 020 €                     | 244 710                       | 1 536 983 €           |
| 4.o fin de semana           | 20-22/10/17    | 8.a                           | 30 574                                | 209 794 €                     | 377 635                       | 2 047 449 €           |
| 5.o fin de semana           | 27-29/10/17    | 11.a                          | 18 650                                | 129 583 €                     | 416 389                       | 2 275 266 €           |
| 6.o fin de semana           | 3-5/11/17      | 16.a                          | 13 687                                | 95 654 €                      | 446 765                       | 2 480 949 €           |
| 7.o fin de semana           | 10-12/11/17    | 21.a                          | 7838                                  | 54 274 €                      | 463 444                       | 2 582 597 €           |
| 8.o fin de semana           | 17-19/11/17    | 24.a                          | 4514                                  | 31 684 €                      | 472 788                       | 2 640 838 €           |
| 9.o fin de semana           | 24-26/11/17    | 24.a                          | 2225                                  | 15 272 €                      | 477 737                       | 2 669 822 €           |
| 10.o fin de semana          | 1-3/12/17      | > 25.a                        | 629                                   | 4120 €                        | 479 753                       | 2 681 030 €           |
| 11.o fin de semana          | 8-10/12/17     | > 25.a                        | 640                                   | 3110 €                        | 482 284                       | 2 699 780 €           |
| 12.o fin de semana          | 15-17/12/17    | > 25.a                        | 162                                   | 1102 €                        | 482 693                       | 2 702 167 €           |
| 13.er fin de semana         | 22-24/12/17    | > 25.a                        | 55                                    | 385 €                         | 482 930                       | 2 703 555 €           |
| 14.o fin de semana          | 29-31/12/17    | > 25.a                        | 43                                    | 301 €                         | 483 135                       | 2 704 742 €           |
| 15.o fin de semana          | 5-7/1/18       | > 25.a                        | 66                                    | 392 €                         | 483 294                       | 2 705 749 €           |
| 16.o fin de semana          | 12-14/1/18     | > 25.a                        | 18                                    | 126 €                         | 483 370                       | 2 706 196 €           |
| 17.o fin de semana          | 19-21/1/18     | > 25.a                        | 15                                    | 105 €                         | 483 433                       | 2 706 553 €           |
| 19.o fin de semana          | 2-4/2/18       | > 25.a                        | 86                                    | 436 €                         | 483 632                       | 2 707 591 €           |
| 20.o fin de semana          | 8-11/2/18      | > 25.a                        | 231                                   | 2542 €                        | 483 920                       | 2 710 387 €           |
| 21.er fin de semana         | 16-18/2/18     | > 25.a                        | 18                                    | 69 €                          | 484 162                       | 2 711 363 €           |
| 22.o fin de semana          | 23-25/2/18     | > 25.a                        | 16                                    | 106 €                         | 484 190                       | 2 711 529 €           |

De acuerdo con los datos oficiales del catálogo del Instituto de la Cinematografía y de las Artes Audiovisuales (ICAA), La llamada consiguió acumular una recaudación en taquilla de 2 710 334,79 euros y un total de 494 963 espectadores.

## Ediciones en vídeo
Desde el 2 de marzo de 2018 se distribuye, de la mano de Tripictures y DeAPlaneta, la edición en deuvedé y Blu-ray de la película, que contiene un reportaje con entrevistas, el proceso de grabación y rodaje, el avance cinematográfico (ganador del premio Feroz 2018), el vídeo del sencillo La llamada (tema central de la banda sonora, interpretado por Leiva, que obtuvo el premio Goya 2018 a la mejor canción original y se convirtió en disco de platino por su éxito de ventas), varios extras («Dirigiendo a sor Loli», «Milagros llama al Vaticano», «Las camareras de la moda», «Los pepinillos de Bernarda» y «Soy una Pringada en el campamento La Brújula») y escenas eliminadas («El taxi», «Bernarda y María en la capilla», «Milagros y María en la litera», «Hazme el pelo», «Milagros habla de las niñas» y bises de Si esto es fe y Todas las flores).
El largometraje también se encuentra disponible en línea a través de las diferentes plataformas digitales de distribución de contenidos audiovisuales, como Netflix, PlayStation Store, Filmin, iTunes, Vodafone TV, Google Play, Rakuten TV y Movistar+.

## Críticas
La llamada ha cosechado, en general, críticas y comentarios favorables, además de contar con una valoración en FilmAffinity e IMDb, que oscila entre los 5.8 y los 6.3 puntos (en una escala de diez).
La reseña de El Diario Vasco realza su «elenco femenino inigualable» y compara a los Javis con «la luz que ilumina al nuevo cine español», de los que alaba «su enorme don para mezclar [...] a la perfección comedia y drama», junto con «la chispa de cada diálogo [...], esa naturalidad absoluta [...] que conecta directamente con mayores, niños y jóvenes».
En el portal SensaCine se califica la cinta de «bendición divina» por su capacidad de sorprender al espectador y «transformar [la obra teatral homónima] en una experiencia fílmica tan original [...] que ni siquiera suena a simple guiño u homenaje». Se subraya la frescura poética de sus diálogos y la fusión de la música y el amor como claves de un lenguaje universal. También se pone de relieve la interpretación de Belén Cuesta y Anna Castillo en una escena concreta, a la que se le atribuye «una belleza absoluta, de una sensibilidad a flor de piel».

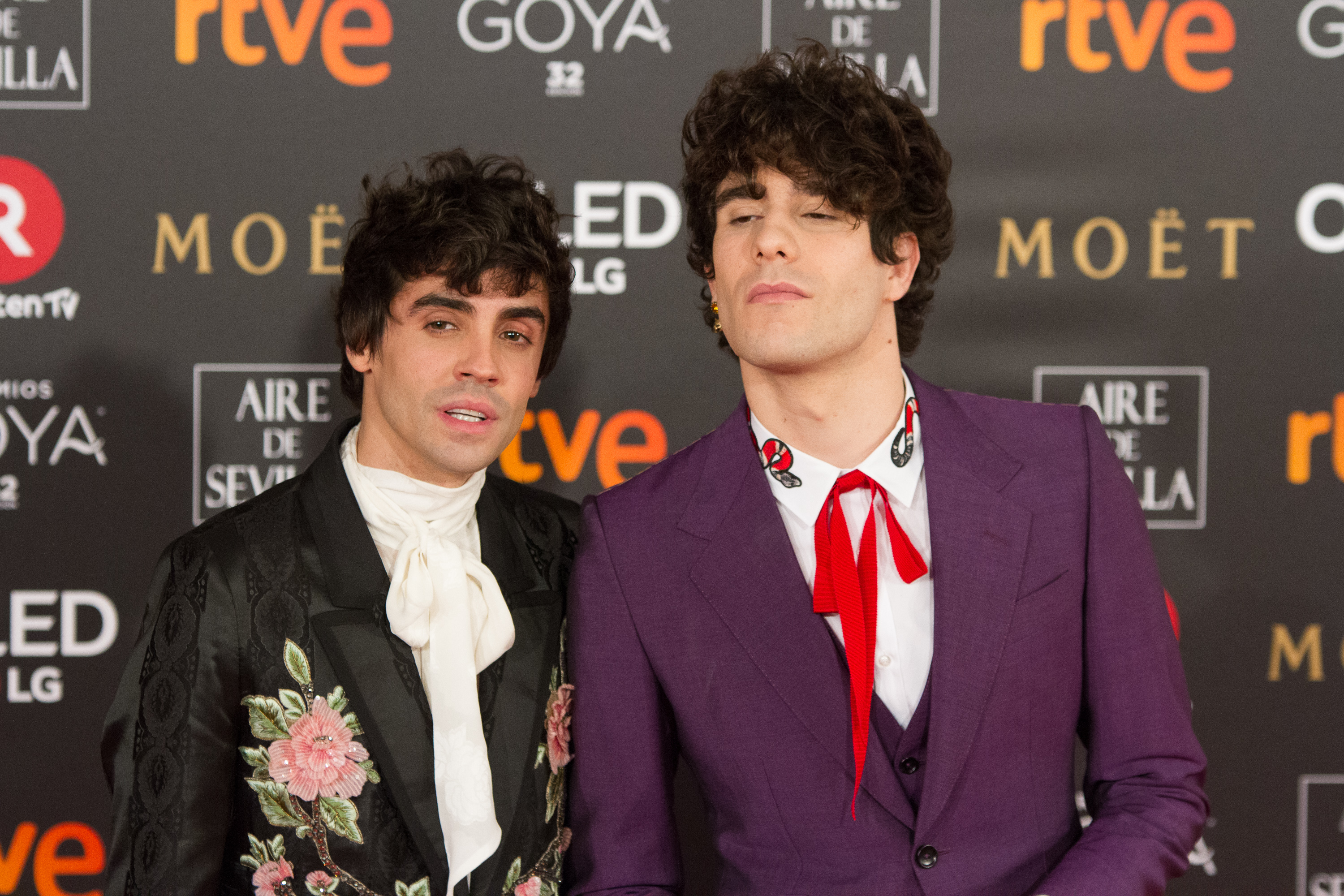
Los Javis, posando para los medios,en los XXXII Premios Goya (3 de febrero de 2018)

El sitio eCartelera se refiere a la película como un «cóctel de talento, intuición y esfuerzo», donde sobresale «el impecable tratamiento de los Javis a los personajes femeninos», a quienes se imprime «un inmenso cariño, respeto y una valiente honestidad». Se concluye que es «un retrato cercano y realista de una etapa concreta de la juventud en la que nos vemos obligados a entender nuestros cambios, ya sea un éxtasis religioso o el descubrimiento de una orientación sexual».
La crítica del diario El País la declara «una luminosa adaptación cinematográfica», dotada de «un reparto impecable». Enfatiza que «la afortunada localización del campamento La Brújula amplifica la fuerza del material de partida», aunque echa en falta que «en momentos puntuales [...] la puesta en escena bailara con la misma energía que sus cuerpos».
En la revista Fotogramas se la describe como un «relato de iniciación, [un] panfleto a favor del "vive como quieras" y [una] comedia musical con arrebatos dramáticos, [cuya] historia es una particular interpretación de la religión en tiempos de descreimientos».
El periódico ABC le confiere el calificativo de «comedia divina», que va a «contrapelo de la actualidad social y reúne todas las versiones posibles de lo "incorrecto"». La considera «graciosa, luminosa, arriesgada y sorprendente», si bien establece una antítesis al señalar que «toda la carcasa de La llamada es sensacional, divertida [...], pero en su interior lleva dinamita».
De acuerdo con la revista Cinemanía, en el largometraje «se aprecian la voluntad cómica y la irreverencia, pero no la intención de condenar creencias y esfuerzos, que serían un blanco demasiado fácil».
La crítica del diario El Mundo manifiesta que «tanto el misticismo como el despertar a la (homo)sexualidad están tratados de una forma lo suficientemente superficial y respetuosa como para no ofender a nadie, [...] porque se trata únicamente de entretener y en absoluto profundizar en cuestiones metafísicas y existenciales». Añade también que «la película se sostiene gracias a sus diálogos chispeantes, a la ecléctica selección musical y a un cuarteto de notables actrices que saben sacarle todo el partido a unos personajes que son un caramelo para cualquier intérprete», aunque afirma que «se limita a trasladar las escenas del teatro al cine con diálogos ocurrentes, [...] más que traducir el lenguaje escénico al cinematográfico».
El portal Decine21 comenta que «puede calificarse como un pequeño milagro que funcione un largometraje musical producido en España, con canciones originales, a las que se suman otras famosas», aunque advierte de «que nadie espere coreografías a lo grande, de tipo Chicago». Aparte de mencionar el «gran trabajo del reparto», se reflexiona acerca del tratamiento poco ortodoxo que se le otorga a la fe, pero se asegura que «no se cae en la irreverencia o la chabacanería [...] y sus [protagonistas] religiosas tienen tridimensionalidad, no son meros arquetipos negativos».
Según la reseña del periódico El Confidencial, «con mucho sentido del humor, mucha chispa y unos diálogos perfectamente pulidos, Ambrossi y Calvo se meten en unas aguas tan pantanosas como las de la religión —o más bien la fe— en un alegato a favor del amor como fuerza transformadora». Además, se recalca la «sinergia tan especial en un reparto unido por un proyecto levantado conjuntamente desde cero».
La revista digital The Cult estima que «no se trata tanto de que La llamada sea un film religioso como una historia sobre el hecho de arriesgarse sin temer al fracaso o al qué dirán» y agrega que «no es un mensaje revolucionario [...], pero hace que uno salga de ver esta modesta y simpática película con una sonrisa y el espíritu calmado».
Conforme a la crítica del portal Dosmanzanas, «La llamada es, sin lugar a dudas, el mejor musical de la historia del cine español». De un modo similar, la bitácora Zeta Generation la sitúa como «una de las mejores películas españolas del año [2017]», en la que los directores «han logrado crear una atmósfera perfecta», con una música que irradia «ilusión para lanzarse al futuro».
En el diario El Periódico se concibe el largometraje como «una mezcla de géneros, tendencias y tonos que funcionan intermitentemente». Se reconoce que «tiene algunos momentos divertidos servidos por buenas interpretaciones»; sin embargo, se tacha de «irreverente, pero al mismo tiempo inocua».
El Blog de Cine Español la cataloga como «una producción modesta, sencilla y fresca, con una premisa delirante, bien desarrollada, con canciones bien integradas y un sentido del humor que ya quisieran las comedias españolas que nos han llegado los últimos años».
Atendiendo a la recomendación cinematográfica de la tienda virtual de Fnac, «más que una película o una obra de teatro, La llamada es un acontecimiento sin igual, una oda milenial en pro del futuro, divertida y emocional, que tumba hasta al más pesimista con su idealismo».
Para la bitácora Ambiente G, «estamos ante una comedia musical divertidísima con un enorme trasfondo, donde las cuatro actrices protagonistas hacen un papel impecable, respaldadas por secundarios y cameos de lujo».
La reseña del sitio Videodromo explica que «gran parte del buen funcionamiento de la película se debe a la labor de sus actrices» y apunta que, «como reflejo de una generación que busca por distintos medios encontrarse a sí misma, La llamada no se toma en serio y, por tanto, no conviene que el público tampoco lo haga, sino que se deje llevar por este sano divertimento, totalmente autoconsciente de la absurdez de muchos de sus planteamientos».
Desde el portal Lesbicanarias se remarca que «es una cinta terriblemente divertida, [...] una historia sobre entenderte a ti misma, sobre buscarte y encontrar tu lugar en este mundo, aunque sea muy diferente del que los demás esperaban para ti».
La revista estadounidense The Hollywood Reporter la define como «una comedia musical de culto, fresca y divertida, [...] una ópera prima viva y conmovedora, [...] una atractiva fantasía sobre la coexistencia feliz de los opuestos». Destaca que «la mirada de ojos claros de Macarena García está hecha a medida para transmitir el fervor religioso» y, además, elogia el «alegre dúo formado por Gracia Olayo y Belén Cuesta» junto a una «potente y pegadiza banda sonora».